# Yayoi (Tokyo)
Pour les articles homonymes, voir Yayoi.
Yayoi (弥生) est un quartier de l'arrondissement Bunkyō, situé à Tokyo, au Japon.

## Histoire
En 1884 lorsque le quartier Yayoi fusionna dans Tokyo, des fouilles archéologiques ont révélé des traces d'une civilisation de la période Yayoi (~400 av. J.-C.- ~250), du nom des poteries fabriquées par des Mongols venus de la péninsule de Corée.